# Râul Rediu, Siret
Râul Rediu este un curs de apă, afluent al râului Siret. 